# الكثيب: الجزء الثالث
الكثيب: الجزء الثالث (بالإنجليزية: Dune: Part Three) هو فيلم ملحمي أمريكي قادم من نوع الخيال العلمي، من إخراج ديني فيلنوف الذي شارك أيضًا في كتابة السيناريو إلى جانب جون سبايتس. يُعدّ الفيلم تكملة لكل من الكثيب (2021) والكثيب: الجزء الثاني (2024)، ويُشكّل ثاني اقتباس حيّ لرواية مسيح الكثيب التي نُشرت عام 1969 من تأليف فرانك هربرت، بعد المسلسل القصير أبناء الكثيب لفرانك هربرت الصادر عام 2003.
من المقرر طرح الفيلم في دور العرض بالولايات المتحدة في 18 ديسمبر 2026.

## طاقم التمثيل
- تيموثي شالاماي في دور بول أتريديس.
- زيندايا في دور تشاني.
- فلورنس بيو في دور الأميرة إيرولان.
- جايسون موموا في دور دانكن أيداهو، سياف آل أتريديس وأحد معلمي بول.
- ناكوا-وولف موموا في دور ليتو الثاني أتريديس، ابن بول وتشاني، والتوأم الشقيق لغانيما.

- إيدا بروك في دور غانيما أتريديس، الشقيقة التوأم لليتو الثاني.

## الانتاج

### التطوير
في عام 2011، نجحت ماري بارينت، نائبة رئيس الإنتاج العالمي في شركة ليجنداري إنترتينمنت، إلى جانب شريكها في الإنتاج كايل بوتر، في الحصول على حقوق اقتباس رواية الكثيب الأصلية التي كتبها فرانك هربرت عام 1965، وفي نوفمبر 2016، استحوذت ليجندري رسميًا على حقوق إنتاج الأفلام والمسلسلات التلفزيونية الخاصة بسلسلة الكثيب. اختارت الشركة المخرج ديني فيلنوف لإخراج فيلم مقتبس من الرواية، وأبرمت لاحقًا اتفاقية إنتاج مع الشركة الأم وارنر برذرز بيكتشرز لإنجاز اقتباس سينمائي مكوَّن من جزأين.
خلال مشاركته في مهرجان البندقية السينمائي عام 2021 للترويج لفيلم الكثيب (2021)، عبّر فيلنوف عن رغبته في اقتباس رواية مسيح الكثيب، وهي الرواية الثانية في السلسلة الصادرة عام 1969، ضمن مشروعه السينمائي، في حال حققت أفلام الكثيب النجاح المطلوب. وبعد أن حصل فيلم الكثيب: الجزء الثاني (2024) على الضوء الأخضر رسميًا في أكتوبر 2021، جدد فيلنوف تأكيده على أمله في تحويل رواية مسيح الكثيب إلى فيلم ثالث ضمن السلسلة. في مارس 2022، أكّد كاتب السيناريو جون سبايتس أن فيلنوف لا يزال يُخطّط لإنجاز الجزء الثالث، إلى جانب مشاريع تلفزيونية مشتقة من عالم الكثيب. يعتزم فيلنوف أن يكون مسيح الكثيب خاتمة ثلاثيته السينمائية التي تتمحور حول شخصية بول أتريديس. وقد عبّر عن رغبته في أخذ استراحة قبل خوض غمار إنتاج الفيلم الثالث، نظرًا للإرهاق الذي عاناه من إخراج فيلمين متتاليين من السلسلة، وكان ينوي إخراج عمل سينمائي مختلف بين الفيلمين. وبعد صدور الكثيب: الجزء الثاني، صرّح الرئيس التنفيذي لشركة ليجنداري، جوشوا غرودي، أن الاستوديو "منخرط" في تطوير المشروع.
في مارس 2024، أبدى فيلنوف ترددًا حذرًا تجاه تنفيذ الفيلم، مؤكدًا أنه لن يشرع في الإنتاج إلا إذا رأى أن النص النهائي يفوق جودة الكثيب: الجزء الثاني. وبحلول الشهر التالي، أُكّد دخول الفيلم مرحلة التطوير بالتعاون بين فيلنوف واستوديوهات ليجنداري إنترتينمنت. في 28 يونيو 2024، أعلنت وارنر برذرز عن موعد إصدار فيلم جديد من إخراج فيلنوف في 18 ديسمبر 2026، وقد رجحت كل من ذا هوليوود ريبورتر وديدلاين هوليوود أن يكون هذا الفيلم هو الجزء الثالث من سلسلة الكثيب، مشيرتين إلى أن فيلنوف قد يكون قرر جعل هذا الفيلم مشروعه التالي، رغم وجود شائعات تشير إلى احتمال تغييره لهذا القرار. كما ذكرت ديدلاين أن العمل على كتابة السيناريو واختيار الممثلين كان لا يزال مستمرًا.
في أكتوبر 2024، صرّح فيلنوف أنه لا يزال يعمل على كتابة سيناريو الفيلم، وأنه يتوقع بدء الإنتاج في وقت أقرب مما كان يتصوره سابقًا. في ديسمبر 2024، أفادت تقارير بأن المصور السينمائي لينوس ساندغرين يجري مفاوضات لتولي تصوير الفيلم، ليحل محل كريغ فرايزر الذي تولّى مهام التصوير في الجزأين الأول والثاني، بسبب انشغال فرايزر بالعمل على فيلم ذا باتمان: الجزء الثاني (2027).

### الكتابة
أثناء كتابته لفيلم الكثيب: الجزء الثاني، أشار المخرج ديني فيلنوف إلى أن نية فرانك هربرت الأصلية لم تكن تقديم شخصية بول أتريديس كبطل تقليدي، بل استخدامه كوسيلة لانتقاد فكرة "الشخصية المخلّصة"، وتصويره كشخصية مضادة للبطولة. وقد أثّر هذا الفهم بشكل مباشر على كيفية كتابة شخصية بول في الجزء الثاني، مؤكدًا أن نهاية ذلك الجزء ستُمهّد للأحداث القادمة في الجزء الثالث.
بحلول أغسطس 2023، كان فيلنوف قد بدأ بالفعل في تصوّر أفكار محتملة للفيلم الثالث، مُصرّحًا بأنه "كتب بعض الكلمات على الورق". كما توقّع أن يُشكّل الفيلم ختامًا ثلاثيًا للسلسلة، إلى جانب الكثيب (2021) والكثيب: الجزء الثاني (2024). بحلول ديسمبر من العام نفسه، قال فيلنوف إنه أنجز تقريبًا كتابة السيناريو، واستمر العمل على المشروع في الشهر التالي، حيث جدّد فيلنوف تأكيده أن الفيلم سيكون خاتمة قوس السرد الخاص بعائلة أتريديس، وأن أحداثه ستقع بعد مرور 12 عامًا على نهاية الجزء الثاني. بحلول أكتوبر، كان لا يزال يعمل على كتابة السيناريو.
في فبراير 2025، صرّح فيلنوف أن قلب شخصية تشاني سيكون "مكسورًا" في بداية الفيلم، الذي سيفتتح بإطلاق "الحرب المقدسة". وأوضح أنه شعر بـ"مسؤولية" إنهاء عمله على السلسلة، خاصة بعد النجاح النقدي الكبير الذي حققه الجزء الثاني.

### اختيار الممثلين
في مارس 2025، كشف جايسون موموا عن عودته لتجسيد شخصية دانكن أيداهو، التي قدّمها في الفيلم الأول من سلسلة الكثيب. وفي أبريل 2025، أفادت تقارير بأن الممثل روبرت باتينسون كان مرشّحًا للانضمام إلى طاقم العمل، في حين أُكّد عودة كل من تيموثي شالاماي، زيندايا، وفلورنس بيو لأداء أدوارهم من الأفلام السابقة. في حال وُقّع رسميًا مع باتينسون، فسيُجسّد شخصية سكايتيل، الذي يُعدّ الخصم الرئيسي في الفيلم.
في يونيو 2025، أُعلن عن انضمام ناكوا-وولف موموا (ابن جيسون موموا) وإيدا بروك لأداء دور ليتو الثاني أتريديس وغانيما أتريديس على التوالي، وهما التوأمان أبناء بول وتشاني. أشار ماثيو بيلوني من موقع "باك" إلى أن باتينسون سيُصوّر مشاهده في هذا الجزء أولًا، على أن يُعدّ جدول أعماله في يناير 2026 لتصوير فيلمه القادم ضمن سلسلة باتمان.

### التصوير
بدأ التصوير الرئيسي لفيلم الكثيب: الجزء الثالث في 7 يوليو 2025 في استوديوهات أوريغو السينمائية في بودابست. من المقرر أن تُصوّر مشاهد مختارة باستخدام كاميرات آيماكس. كان من المتوقع في السابق أن يبدأ التصوير في عام 2026. بعد يوم واحد فقط من انطلاق التصوير، أُعلن رسميًا أن عنوان الفيلم سيكون الكثيب: الجزء الثالث.

## الموسيقى
بحلول فبراير 2024، اُكّد أن هانس زيمر سيتولى تأليف الموسيقى التصويرية لفيلم الكثيب: الجزء الثالث.

## الإصدار
من المقرر أن يُعرض فيلم الكثيب: الجزء الثالث في الولايات المتحدة بتاريخ 18 ديسمبر 2026 بواسطة شركة وارنر برذرز بيكتشرز.